# Microcharon motasi
Microcharon motasi är en kräftdjursart som beskrevs av Serban 1964. Microcharon motasi ingår i släktet Microcharon och familjen Microparasellidae. Inga underarter finns listade i Catalogue of Life.